# Церковь Сердца Христова (Эрланген)
Церковь Сердца Христова (нем. Herz-Jesu-Kirche) — старейшая католическая церковь в Эрлангене, из построенных после Реформации; храм возник молитвенный дом в 1790 году; современное нео-романское здание, являющееся памятником архитектуры, было построено в два этапа: в 1849—1850 и 1895 годах. Во время ремонта 1963—1966 и 2008 годов интерьер церкви, относящейся к архиепархии Бамберга, был изменён; здание активно используется как выставочное пространство.